# District de Thierstein
Le district de Thierstein est un ancien district suisse, situé dans le canton de Soleure. Il forme depuis 2005, avec le district de Dorneck, la circonscription électorale de Dorneck-Thierstein.

## Communes
| Nom         | N° OFS | Population (décembre 2022) |
| ----------- | ------ | -------------------------- |
| Bärschwil   | 2611   | +000786,                   |
| Beinwil     | 2612   | +000268,                   |
| Breitenbach | 2613   | +004 153,                  |
| Büsserach   | 2614   | +002 361,                  |
| Erschwil    | 2615   | +000943,                   |
| Fehren      | 2616   | +000602,                   |
| Grindel     | 2617   | +000503,                   |
| Himmelried  | 2618   | +000956,                   |
| Kleinlützel | 2619   | +001 191,                  |
| Meltingen   | 2620   | +000650,                   |
| Nunningen   | 2621   | +001 969,                  |
| Zullwil     | 2622   | +000660,                   |
| Total       | Total  | +015 042,                  |